# Liste der Handfeuerwaffen/W
Übersicht im Referenzwerk zu "Handfeuerwaffen WXYZ"

## WA…
- WAC-47 (Ukraine – Sturmgewehr – verschiedene Kaliber)

## Walther
Walther siehe Carl Walther Sportwaffen

### Walther-Pistolen
- - Walther Armeepistole
  - Walther CCP
  - Walther CP99
  - Walther GSP (Deutschland – Pistole -. 22 lfB und .32 S&W)
  - Walther KKJ
  - Walther KK 200
  - Walther KK 300
  - Walther LG 51
  - Walther LG 53
  - Walther LG 55
  - Walther LGR
  - Walther LGV
  - Walther LMG 1
  - Walther LMG 2
  - Walther LG 200
  - Walther LG 300
  - Walther LP 1
  - Walther LP 2
  - Walther LP 3
  - Walther Meisterbüchse
  - Walther Modell 1
  - Walther Modell 2
  - Walther Modell 3
  - Walther Modell 4 (Deutschland – Pistole – 7,65)
  - Walther Modell 5
  - Walther Modell 6
  - Walther Modell 7
  - Walther Modell 8
  - Walther Modell 9
  - Walther MPK (Deutschland – MP – 9 × 19 mm Parabellum)
  - Walther MPL (Deutschland – MP – 9 × 19 mm Parabellum)
  - Walther MPSD (Deutschland – MP – 9 × 19 mm Parabellum)
  - Walther Nighthawk
  - Walther Olympia
  - Walther OSP (Deutschland – Pistole)
  - Walther P1
  - Walther P22
  - Walther P38
  - Walther P5
  - Walther P88
  - Walther P99
    - Walther P99 Compact

  - Walther P990
  - Walther PP
    - Walther PP Super (Kaliber 9 mm Police und 9 mm kurz (.380 ACP))
    - Walther PPK
    - Walther PPK/E
    - Walther PPK/S (PPK mit dem Griffstück der PP)

  - Walther SSP (Deutschland – Pistole)
  - Walther TP
  - Walther TPH (Deutschland / USA -. 22 lr & 6,35 mm/.25 ACP)
  - Walther UIT

### Walther-Gewehre
- Walther G22 (Deutschland – Halbautomatisches Gewehr -. 22 lfB)
- Walther WA 2000 (halbautomatisches Präzisionsgewehr)
- Gewehr 41 (Prototyp, für die Wehrmacht, halbautomatisches Gewehr)

## WAM…
- Wanad P-83 (Polen – Pistole – 9 × 17 mm/.380 ACP & 9 × 18 mm)

## WE…
- Weatherby Mk XXII (Italien – Halbautomatisches Gewehr -. 22 LR: Made by Beretta)
- Weatherby VGL
- Webley Mk IV
- Webley No. 1 Mk VI
- Webley Schermuly
- Webley Signal Pistol 27 mm
- Weihrauch HW 35
- Weihrauch HW 37
- Weihrauch HW 40 PCA
- Weihrauch HW 88
- Weihrauch HW 94
- Welrod
- Webley Fosbery

## WH…
- Whitney Wolverine

## WI…
- Winchester aka Winchester Repeating Arms Company
  - Winchester (Gewehr) Modelle 66, 73, 76, 86, 92, 94
  - Winchester/Olin FAL
  - Winchester 1200 Defender (Pump-Action Flinte, cal 12/76 Mag.)
  - Winchester LMR
  - Winchester M1200
  - Winchester Model 70
    - Winchester Model 70 Stealth

  - Winchester Model 1887
  - Winchester Model 1893 Repetierflinte
  - Winchester Model 1897 Repetierflinte
  - Winchester Model 1897 Trench Gun
  - Winchester Model 1892
  - Winchester Model 1894
  - Winchester Model 1866
  - Winchester Model 1894 Mini-Musket
  - Winchester Model 1901

- Wieger STG-940
- Wilkinson Arms Terry
- Wilkinson Arms Linda
- WIST-94 (Polen – Pistole – 9 × 19 mm Parabellum)

## WO…
- Wolf Ultramatic

## WS…
- WSK-94
- WSS Wintores

## WZ…
- WZ.35 (Polen – Pistole – 9 × 19 mm Parabellum)